# AN/BQQ-5
AN/BQQ-5 і AN/BQQ-6 — сімейство американських гідроакустичних комплексів для атомних підводних човнів, зокрема типів «Лос-Анджелес» і «Огайо». Розроблений на початку 1970-х. Кожен комплекс має активні і пасивні компоненти, до його складу входять носові сонари — сферичний та конформний, а також гнучкі протяжні буксирувані антени, які виявляють цілі в радіусі 15—90 км в залежності від умов. Ці антени мають довжину у сотні метрів і тягнуться за підводним човном на кабелі довжиною до кілометра. За необхідності, вони можуть бути втягнуті у корпус. Для побудови узгоджених діаграм спрямованості від цих антен та сонарів, комплекс застосовує цифрову обробку сигналу.
Ці комплекси досі залишаються основним засобом гідроакустичного виявлення на атомних підводних човнах Військово-морських сил США. Виробляються компанією Lockheed Martin.

## Історія розробки
Прийняття у 1960—1970 роках на озброєння ВМС багатьох країн світу високоефективної протичовнової зброї, керованої за допомогою бойових інформаційних систем на основі обчислювальної техніки, призвело до того, що гідроакустичні засоби підводних човнів більшу частину часу були вимушені працювати в пасивному режимі — виникла гостра потреба підвищення точності шумопеленгування пасивних ГАС, достатньої для вироблення даних стрільби, а також вирішення проблеми прослуховування кормових курсових кутів надводного корабля або підводного човна, що перебувають у гідроакустичній тіні. Реалізувати ці вимоги стало можливим за рахунок використання в гідроакустичних комплексах низькочастотних ГАС з буксируваними антенами.
Створення гідроакустичних станцій з гнучкими протяжними буксируваними антенами розпочалося в США у 1963 році за програмою TASS (англ. Towed Array Sonar System), а у 1966 році були проведені морські випробування системи з антеною довжиною близько 100 метрів і діаметром 7,5 см. Отримані дані випробувань і результати наукових розробок дозволили розпочати роботи зі створення човнових ГАС з ГПБА за програмою STASS (англ. Submarine Towed Array Sonar System). За цією програмою для ГАК AN/BQQ-5 була розроблена протяжна буксирувана антенна система ТВ-16.
Одночасно тривав розвиток активних сонарів. Цифрова обробка сигналів дозволила створити нові активні ГАС, побудовані за аналогією з радіолокаційним станціями з фазованими антенними решітками, де роль антенних випромінювачів відіграють групи гідрофонів — на спрямованість антени впливають характеристики гідрофонів, їх кількість і взаємне розташування. З кінця 1960 років у США розпочалася розробка гідроакустичного комплексу, який поєднував ці два основні способи гідроакустики. Завдання інтеграції різних елементів комплексу вимагало в першу чергу об'єднання їх за допомогою мультиплексної шини даних, що було реалізовано в автоматизованій системі бойового управління AN/BSY-1. BSY-1 стала практично першим в Сполучених Штатах зразком масштабного використання у військових цілях автоматизованої системи керування з розподіленою архітектурою обробки і відображення даних і основою першого багатофункціонального гідроакустичного комплексу AN/BQQ-5(-6). Модифікації AN/BQQ-5 і AN/BQQ-6, яка також являє собою модифікований варіант BQQ-5, і досі залишаються основним засобом гідроакустичного виявлення атомних підводних човнів Військово-морських сил США.

## Особливості комплексу, технічні характеристики
У режимі шумопеленгування BQQ-5 працює з формуванням взаємопов'язаних між собою діаграм спрямованості антен різних сонарів — сферичного і конформного в ГАС AN/BQS-13 і AN/BQR-7, а також протяжних буксируваних антен TB-16D і TB-23. Формування узгоджених між собою діаграм спрямованості різних елементів комплексу здійснює цифровий формувач-процесор CV-3771.
При спільній роботі AN/BQS-13 зі сферичною антеною і AN/BQR-7 з конформною антеною забезпечується огляд у секторі 270° у горизонтальній площині і 50° — у вертикальній. Дальність виявлення підводного човна складає від 10-50 до 30-100 миль залежно від режиму руху цілі.

### Сферична антена
Основним елементом ГАК AN/BQQ-5 є гідроакустична станція AN/BQS-13DNA (англ. DNA — DIMUS Narrow-band Accelerated Activ Search — швидкісний пошук в активному режимі у вузькій смузі випромінювання з цифровим формуванням багатопроменевої діаграми спрямованості). Сферична антена станції діаметром близько 4,6 метри розташована у вигородці носового обтічника легкого корпусу. Для зменшення затінення антени міцним корпусом на кормових курсових кутах та для зниження інтенсивності випромінюваного акустичного сигналу вона встановлена на трубчастій штанзі довжиною 9,8 м і діаметром 1,5 м на носовій частині міцного корпусу. Зверху її підтримує кронштейн, закріплений на стінці цистерн головного баласту першої групи. Таке конструктивне рішення запобігає «забиванню» приймального тракту ГАС шумами, зокрема власними шумами корабля, відбитими від поверхні води. На сферичній поверхні антени BQS-13 розміщено 944 низькочастотних гідрофони TR-218 і 297 високочастотних TR-217 (на ранніх модифікаціях — TR-155E/BQ).

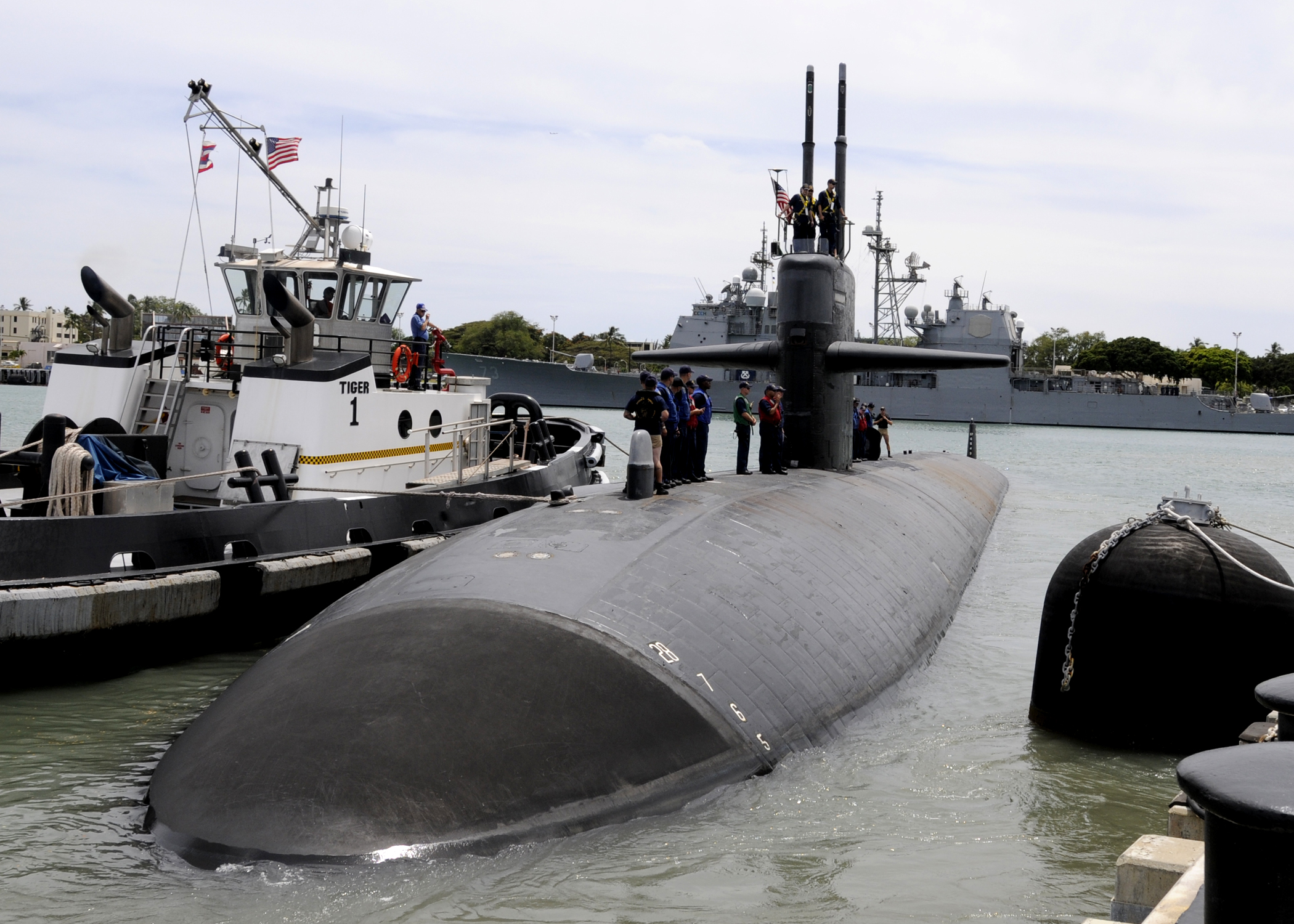
АПЧ «Бремертон» типу «Лос-Анджелес». Прогумований носовий обтічник легкого корпусу прикриває вигородку з антенами ГАС AN/BQS-13 і AN/BQR-7

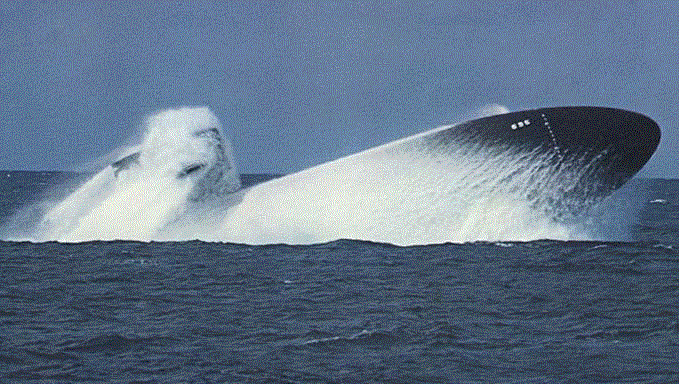
Екстрене сплиття АПЧ «Бірмінгем». Добре видно носовий обтічник гідроакустичних станцій

AN/BQS-13 здійснює прийом акустичних сигналів у смузі частот від 0,5 до 5 кГц. Інтегратор сигналу працює в діапазоні 1 — 2,8 кГц. В активному режимі частота випромінювання антени становить близько 3,5 кГц, при цьому максимальна потужність імпульсу 160—175 кВт, а тривалість — в діапазоні від 12,5 до 700 мс. Цифровий багатоканальний формувач діаграми спрямованості активного тракту CV-3011A формує 600 пелюсток групами по 60, забезпечуючи таким чином круговий огляд по горизонталі для кожного кута місця в секторі перегляду по вертикалі +19° — −53°. Крім багатопелюсткової діаграми спрямованості, CV-3011A формує хвильовий фронт випромінювання ГАС. Прийняті сферичною антеною луна-сигнали після обробки вводяться в автоматизовану систему бойового управління (АСБУ) човна. В активному режимі AN/BQS-13 може супроводжувати до 24 цілей одночасно.

### Гнучка протяжна буксирувана антена
Для забезпечення ефективної роботи AN/BQQ-5 у пасивному режимі розроблена гнучка протяжна буксирувана антена (ГПБА) TB-16. Конструктивно антена ТВ-16 є системою сполучених між собою акустичних модулів — гідрофонів. Гідрофони укладені ланцюжком у оболонку з полімерного матеріалу діаметром 82,5 мм, яка, з метою зменшення шумів обтікання і зниження опору води, загострена з обох кінців. На обох кінцях гідрофонної секції антени розташовані спеціальні модулі, які поглинають вібрацію, що дозволяє значно підвищувати швидкість буксирування. Кожен гідрофон з'єднаний з кабель-тросом, по якому сигнали через схеми попередньої обробки передаються на борт човна, де проходять остаточну обробку в бортовій апаратурі. Спочатку антена ТВ-16 кріпилася безпосередньо до буксирного пристрою підводних човнів, згодом її розмістили в кожусі, який кріпився ззовні до корпусу підводного човна. Антена оснащена пристроєм для від'єднання її від судна в екстрених випадках. Під час буксирування ГПБА швидкість човна падає приблизно на пів вузла. Довжина кабель-буксира у AN/BQQ-5 становить 800 метрів, у AN/BQQ-6 — 720 м. Антена виставляється й прибирається за допомогою гідравлічного пристрою, яким також можна регулювати її довжину. Антена ТВ-16 забезпечує роботу пасивних ГАС у діапазоні частот від 10 Гц до декількох кілогерц і виявлення підводних цілей на дистанції від 15 до 90 км.
Антенна решітка гнучкої протяжної буксируваної антени TB-23 має довжину 290 м і складається з двох модулів компенсації вібрації, одного — аналізу умов поширення звуку у воді (хвостовий) та восьми акустичних модулів, чотири з яких працюють у низькочастотній частини спектру, і по два — в області середніх і високих частот. Акустичні модулі об'єднують 98 гідрофонів. Діаметр антени від 28 мм в районі акустичних модулів до 30,5 мм на кінцевому модулі. Антенна решітка буксирується за допомогою кабель-тросу довжиною 930 м.

### Конформна антена
ГАС AN/BQR-7E використовується в складі гідроакустичного комплексу підводного човна для класифікації цілей і в режимі шумопеленгування в діапазоні 0,05 — 5 кГц. Її конформна антена решітка складається з 52 груп гідрофонів, встановлених по обох бортах корабля вздовж внутрішньої поверхні носового обтічника. Включений в її склад інтегратор акустичного сигналу діє в смузі 0,05 — 2 кГц, тобто при малих швидкостях ходу човна він забезпечує шумопеленгування на нижчих ніж BQS-13 частотах.

## Режими роботи
Комплекс працює в п'яти основних режимах:
- Шумопеленгування, пасивне виявлення підводних човнів і надводних кораблів;
- Виявлення сигналів активних ГАС, які працюють;
- Активне виявлення підводних човнів (AN/BQQ-6 не має, тільки модифікації AN/BQQ-5);
- Класифікація цілей, цілевказання;
- Тестовий — перевірка власних параметрів, прогнозування і виявлення несправностей.

## Модифікації

### AN/BQQ-5
BQQ-5 — базовий стандартний комплекс для атомних підводних човнів ВМС США з цифровою обробкою сигналу і побудовою діаграми спрямованості. Основою комплексу є сферична антена AN/BQS-13 діаметром 4,5 м, яка використовується в активному (близько 3,5 кГц) і пасивному (0,5-5 кГц) режимах. Антена складається з 1241 гідрофонів TR-155E/BQ. В системі обробки використовуються паралельно два блоки формування характеристики спрямованості — CV-3011 і CV-3010 (для активного і пасивного режиму відповідно). До складу пасивного тракту входять широкосмуговий процесор СР-1122, спектроаналізатор СР-1124, постпроцесор для режиму класифікації СР-1125, а всі дані обробляються комп'ютером UYK-7, що забезпечує автоматичне стеження. Крім сферичної антени використовується конформна антена з 104 гідрофонів DT-276. На човнах з АСБУ AN/BSY-1 підковоподібна антена з трьох ліній гідрофонів. До складу ГАК входять також ГАС AN/BQR-15 з ГПБА, що працює в пасивному режимі; ГАС міношукання AN/BQS-14 і ГАС виявлення сигналів гідролокаторів і звукопідводного зв'язку AN/WLR-9 nf AN/WQR-1, AN/BQQ-3 (працює в режимі класифікації цілей); AN/BQN-14 (працює в режимі навігації); станція гідроакустичної протидії SAWS. Апаратура відображення інформації — три консолі з двома екранами (спочатку OJ-274), консоль контролю характеристик ГАК ОН-275 і аналоговий відеодисплей 1Р-1124.

### AN/BQQ-5A
BQQ-5A — перша модифікація ГАК AN/BQQ-5. В результаті модернізації до складу комплексу був введений другий комп'ютер AN/UYK-7, який поліпшив обробку гідроакустичних сигналів. Замість блоку пам'яті з магнітною стрічкою була встановлена система дискової пам'яті AN/UYH-2. Це збільшило продуктивність електронної обчислювальної машини і відповідно можливості виявлення цілей в широкій смузі частот. Модернізувалося і програмне забезпечення, а число команд обчислювальної системи збільшилася 240 тисяч до 334 тисяч. Оснащення комплексу новою пасивною ГАС AN/BQR-21 DIMUS з спектроаналізатором дозволило збільшити дальність виявлення підводних човнів станціями з бортовими антенами до 160 кілометрів. AN/BQQ-5A(V)1 — перша модернізація ГАК для атомних підводних човнів типу «Лос-Анджелес». Основні відмінності від базового комплексу — широкосмуговий процесор для пасивного тракту виявлення СР-1359, СР-1362 — для активного тракту, CP-1365 — процесор класифікації сигналу, CV-301QA і CV-3527 — апаратура і процесор формування характеристики спрямованості в пасивному режимі, CV-3011A — апаратура формування ХС в активному режимі. Апаратура висвітлення інформації — три консолі OJ-431, ще одна ЕОМ типу AN/UYK-7 і процесор ТАВР для ГАС з ГПБА, аналогові відеодисплеї IP-1325 і IP-1417. AN/BQQ-5A(V)2 розроблявся для модернізації АПЧ типу «Стерджен» і має тільки один аналоговий відеодисплей 1Р-1325. AN/BQQ-5A(V)3 створювався для АПЧ типу «Перміт» — в ньому використовувалися ГАС AN/BQS-11, широкосмуговий процесор пасивного виявлення СР-1363, процесор активного виявлення СР-1365, процесор класифікації СР-1366, апаратура формування характеристики спрямованості в пасивному режимі CV-3251A і CV-3258, апаратура формування ХС в активному режимі CV-3522A, три операторських консолі OJ-432, аналоговий ой відеодисплей IP-1326.

### AN/BQQ-5B
BQQ-5B — друга модернізація ГАК AN/BQQ-5 з вдосконаленим пультом управління і індикації на мікропроцесорах. Програмне забезпечення в порівнянні з модифікацією AN/BQQ-5А було скорочене до 328 тисяч команд. Це виявилося можливим завдяки передачі частини обсягів вторинної обробки інформації на вдосконалений пульт. Має три модифікації — BQQ-5B(V)1, BQQ-5B(V)2, BQQ-5B(V)3. У AN/BQQ-5B(V)1 (на «Лос-Анджелесах») до складу ГАК включена апаратура створення і сканування характеристики спрямованості для конформної антени SHAB, поліпшені консолі операторів OJ-462. Модифікації AN/BQQ-5B(V)2 (для «Стерджен») і AN/BQQ-5B(V)3 (для «Перміт») відрізняються від першого варіанту тільки консолями операторів.

### AN/BQQ-5C
BQQ-5C — третя модернізація AN/BQQ-5. Основна відмінність від попередніх модифікацій — наявністю тракту визначення параметрів цілевказання в пасивному режимі. Удосконалено також міннопошукову ГАС. Має дві модифікації — BQQ-5C(V)1 та BQQ-5C(V)2. У AN/BQQ-5C(V)1 розширені можливості режиму низькочастотного аналізу і реєстрації сигналу DIFAR: дані від антени передаються на мультиплікативний інтерфейс і цифровий аналізатор спектру, які обслуговуються трьома ЕОМ типу AN/UYK-44. До складу комплексу входять також широкосмуговий процесор пасивного виявлення СР-1556, апаратура пасивної обробки і формування характеристики спрямованості CV-3771 і CV-3770 і чотири консолі типу OJ-544. AN/BQQ-5C(V)1 відрізняється від V1 тільки широкосмуговим процесором — на ньому використовується процесор CP-1356. Обидві модифікації встановлювалися тільки на «Лос-Анджелесах».

### AN/BQQ-5D
BQQ-5D — системна модернізація AN/BQQ-5 для атомних підводних човнів, не оснащених АСБУ AN/BSY-1. До складу ГАК додатково входять ГАС з гнучкою протяжною буксируваною антеною ТВ-23, єдина апаратура обробки сигналу і формування характеристики спрямованості для декількох антен і спектроаналізатор. Вироблявся в двох варіантах: AN/BQQ-5D(V)1 для підводних човнів типу «Лос-Анджелес» і AN/BQQ-5D(V)2 — для човнів типу «Стерджен».

### AN/BQQ-6
Гідроакустичний комплекс AN/BQQ-6 розроблявся спеціально для атомних підводних човнів з балістичними ракетами типу «Огайо». BQQ-6 відрізняється від AN/BQQ-5 меншою потужністю режиму активної гідролокації і має поліпшені тактико-технічні характеристики. У той же час обидва цих комплекси в основному мають спільні режими роботи і ідентичну апаратну частину. Зокрема, AN/BQQ-6 має в своєму складі ті ж типи станцій виявлення підводних човнів, що і BQQ-5. Однак сферична антена AN/BQS-13 у AN/BQQ-6 складається тільки з гідрофонів, в той час як ця антена у AN/BQQ-5 крім гідрофонів має і випромінювачі (тобто використовується як в пасивному, так і в активному режимах). Крім того, до складу AN/BQQ-6 входить шумопеленгаторна станція з протяжною буксируваною антеною ТВ-16, довжина кабель-троса якої — 720 метрів.

### AN/BQQ-5E
Найбільш досконалою модифікацією AN/BQQ-5 є AN/BQQ-5E, яка спочатку розроблялась для перспективного проекту багатоцільового атомного підводного човна «Імпрувд Лос-Анджелес» (англ. Improved Los Angeles), які мали замінити АПЧ типу «Лос-Анджелес» (AN/BQQ-5E(V)3). Має чотири варіанти — BQQ-5E(V)1, BQQ-5E(V)2? BQQ-5E(V)3 і BQQ-5E(V)4. AN/BQQ-5E(V)1 і AN/BQQ-5E(V)2 мають у своєму складі ГАС з довгою гнучкою протяжною буксируваною антеною ТВ-29, режим низькочастотного активного пошуку (LFA), кольорові дисплеї для консолі управління OJ-544, двомірну обробку сигналу для ГПБА, включаючи повну спектральну обробку й обробку обраних дискрет для ТВ-29. Передбачено подання сигналу у тримірному зображенні, а також низку заходів для усунення перешкод в активному режимі. AN/BQQ-5E(V)4 — версія для ПЧАРБ типу «Огайо» з ГПБА ТВ-29 (ТВ-12Х) — суто пасивний варіант системи виявлення з поліпшеними можливостями за дальністю та визначенню координат і параметрів руху цілі.